# هليلج ياباكانا
هليلج ياباكانا (الاسم العلمي:Terminalia yapacana) هو نوع نباتي يتبع جنس الهليلج من الفصيلة القمبريطية.